# Taxe sur l'ajout de sucre à la vendange
Lire en ligne

Lire sur Légifrance

La taxe sur l'ajout de sucre à la vendange est une taxe sur la chaptalisation, le procédé visant à ajouter du sucre au moût pour augmenter le degré d'alcool final du vin après la fermentation alcoolique. La taxe a été supprimée en 2019.

## Historique
La loi du 29 juillet 1884 prévoit un article sur le sucrage des vendanges,. L'article 2 réduit les taxes sur le sucre lorsqu'il est utilisé pour les vendanges.
À la suite de la révolte des vignerons de 1907, les parlementaires promulguent le 29 juin une loi « tendant à prévenir le mouillage des vins et l'abus du sucrage par une surtaxe sur le sucre et obligation de déclaration par les commerçants de vente de sucre supérieur à 25 kilos ».
Un rapport de l'Inspection générale des finances (IGF) de 2014 fait remonter la création de la taxe à 1926. Et le rapport de Razzy Hammadi indique 1964.
La taxe est codifiée à l'article 422 du code général des impôts.
En 2014, l'IGF liste la taxe dans les 192 taxes à faible rendement. L'IGF préconise de supprimer la taxe.
L'article 9 de la loi de finances pour 2019 supprime plusieurs taxes à faible rendement, dont la taxe sur l'ajout de sucre à la vendange,.

## Caractéristiques

### Bénéficiaire
Le produit de la taxe était affecté au budget général de l'État.

### Redevables
Le rapport d'Hamzy Hammadi de 2016 précise que la taxe est due par 6 087 redevables.
Le montant de la taxe s'élève à 13 euros par centaine de kilogrammes de sucre ajouté à la vendange par hectare de vigne.

### Produit
Le produit de la taxe sur l'ajout de sucre à la vendange est de 1,2 million d'euro en 2012.